# Ново-Стерлітамацька ТЕЦ
Ново-Стерлітамацька ТЕЦ — теплова електростанція у Башкортостані.
В 1977—1981 роках станція отримала шість парових котлів типу ТГМ-84 (Е-420-140НГМ) продуктивністю по 420 тонн пари на годину. Вони живили чотири парові турбіни:
- дві введені у 1977-му виробництва Ленінградського металічного заводу типу ПТ-60-130/13 потужністю по 60 МВт (станційні номери 1 та 2);
- одну запущену в 1979-му турбіну Уральського турбінного заводу типу ПТ-135/165-130/15 потужністю 135 МВт (номер 3);
- одну введену в 1980-му виробництва Уральського турбінного заводу типу Р-100-130 потужністю 100 МВт.

Для збільшення теплової потужності ТЕЦ доповнили чотирма водогрійними котлами — трьома типу ПТВМ-100 продуктивністю по 100 Гкал/год (два введені в 1976-му ат один у 1978-му, станційні номери 1 — 3) та одним типу КГВМ-100 продуктивністю 100 Гкал/год (номер 4).
Станом на початок 2000-х турбіна № 4 та водогрійний котел № 4 перебували у довгостроковій консервації, а в середині 2010-х вони вже не рахувались серед обладнання станції. Таким чином, загальна електрична потужність ТЕЦ зменшилась до 255 МВт при тепловій потужності у 887 Гкал/год.
ТЕЦ використовує природний газ, який може подаватись в район Стерлітамаку по газопроводах Шкапово — Ішимбай та Кумертау – Ішимбай. 
Для видачі продуктів згоряння спорудили один димар заввишки 250 метрів.
Видача продукції відбувається під напругою 110 кВ.